# بيت الجمهورية (باشكورستان)
بيت الجمهورية (بالباشكورية: Республика Йорто) هو المقر الرئيسي لحكومة جمهورية باشكورستان والمحكمة الدستورية لجمهورية باشكورستان ورئيس باشكورستان. تقع في العاصمة الوطنية أوفا.
يقع بيت الجمهورية في 64 شارع توكايفا.
تم بناء المنزل عام 1979 ويتكون من خمسة طوابق. الجدران مبنية من الطوب. البيت مستطيل الشكل، بطول 105 متر وعرض 95 متر.
يستضيف المبنى أيضًا:
- وزارة المالية
- وزارة التنمية الاقتصادية